# Fistulinella conica
Fistulinella conica är en svampart som först beskrevs av Ravenel, och fick sitt nu gällande namn av Pegler & T.W.K. Young 1981. Fistulinella conica ingår i släktet Fistulinella och familjen Boletaceae.   Inga underarter finns listade i Catalogue of Life.